# Ban Gioc–Detjan slapovi
Bản Giốc – Detian slapovi ali Bản Giốc slapovi je skupno ime za dva slapova na reki Čuâj Sơn (vietnamsko: Sông Quây Sơn, Chữ Nôm: 滝𢮿山; kitajsko: 归春河, pinjin: Guīchūn hé), ki sta na mednarodni meji med Kitajsko in Vietnamom; natančneje, sta med kraškimi hribi okrožja Dašin v avtonomni pokrajini Guangši in okrožjem Trung Khanh v provinci Cao Bằng. Slapova sta 272 km severno od Hanoja.

## Značilnosti
Skozi tisočletja je slap erodiral svoj vrh in se počasi premikal navzgor. Trenutno je večino časa videti kot dva slapova, ko pa reka zaradi poletnega deževja naraste, se lahko spet združita v enega.
V vietnamščini se oba štejeta za dva dela enega slapa z enim samim imenom Bản Giốc. Ta dva dela sta thác chính (glavni slap) in thác phụ (podrejeni slap). Kitajska besedila včasih oba slapa na kitajski strani imenujejo slap Détiān (kitajščina: 德天瀑布).
Slap pade 30 m globoko. S skalami in drevesi je ločen na tri pramene, grmenje vode, ki udarja ob pečine, pa je slišati že od daleč.
Trenutno je četrti največji slap ob državni meji, za Iguasujskimi slapovi, Viktorijinimi slapovi in Niagarskimi slapovi.
V bližini je 1000 m dolga in 200 m široka soteska Tongling (Tōnglíng dàxiágǔ 通灵大峽谷 "Veliki kanjon Tongling") v mestu Baise (百色市) v provinci Guangši, dostopna le skozi jamo iz sosednje soteske. Ponovno odkrita šele pred kratkim, ima veliko vrst endemičnih rastlin, ki jih najdemo le v soteski.

## Geologija
Slapovi so na območju zrelih kraških formacij, kjer prvotne apnenčaste kamninske plasti erodirajo. Številni potoki izvirajo iz podzemnih razpok vzdolž spodnjih ravni območja. Slapovi imajo več padcev, od kamninske plasti do plasti, kar kaže na večkratne odlaganja sedimentov različne trdote, ki so oblikovali teren skozi milijone let.

## Zgodovina
Cesta, ki teče vzdolž vrha slapov, vodi do kamnitega označevalnika, ki v francoščini in kitajščini označuje mejo med Kitajsko in Vietnamom. Sodobni spori so nastali zaradi neskladij glede ustreznih pravnih dokumentov o razmejitveni črti in postavitvi označevalcev med francosko in dinastijo Čing v 19. stoletju.
Spori glede razmejitve meje na tej lokaciji so bili rešeni z vietnamsko-kitajsko pogodbo o kopenski meji leta 1999. Dodatni pogovori so potekali šele leta 2009, da bi razjasnili pogodbo. Vendar pa obstajajo polemike glede razmejitve meje okoli slapov. Ena frakcija meni, da celotni slapovi pripadajo Vietnamu in da je bila kamnita plošča tja premaknjena nekoč med kratko kitajsko-vietnamsko vojno leta 1979 ali po njej. Na jugovzhodu ozemeljski spor, ki se prav tako nanaša na kitajsko-vietnamsko mejo, vključuje tudi vrata Nam Čuan (Ải Nam Quan), ki so si jih prav tako lastili Vietnamci. Zgodovinsko gledano so vrata Nam Čuan služila kot mejna oznaka in vstopna točka v Vietnam med Vietnamom in Kitajsko (od tod tudi vietnamski zgodovinski pregovor, da se je Vietnam raztezal od rta Cà Mau do Ải Nam Quan).

## Vpliv na industrijo in trgovino
Slapovi izboljšujejo kakovost življenja ljudi, ki živijo v bližini slapov. Cesta, ki poteka vzdolž vrha slapov, vodi do kamnitega označevalnika, ki v francoščini in kitajščini označuje mejo med Kitajsko in Vietnamom. Sporov v 20. stoletju ni bilo mogoče rešiti, saj je bilo netočnosti v dokumentih, zemljevidih in opisih, ki so bili narejeni v 19. stoletju, težko razločiti. Občasno izginjanje ali netočna zamenjava označevalcev in mejnikov ter različni vzorci prevoza, poselitve in rabe zemljišč iz generacije v generacijo ter zaporedne upravne razlike v obdobjih vojn in sporov so tako Vietnam kot Kitajska pripeljali do spoznanja, da bo natančna opredelitev meje dolgoročno povečala blaginjo.
Komercialni poudarek območja neposredno okoli slapov bo verjetno ostal turizem.

## Prizadevanja za ohranitev
Ohranitev vira bo morda zahtevala prihodnje sodelovanje med lokalnimi skupnostmi z uporabo stalnega skupnega nadzornega odbora.